# Meinloh von Sevelingen
Meinloh von Sevelingen (mitjan segle XII) fou un Minnesänger de Suàbia.

## Vida i obra
No es tenen dades de la vida d'aquest poeta. Sevelingen, el topònim del seu nom, correspon al modern Söflingen, avui en dia un barri d'Ulm. El 1240 es documenta un Meinlohus de Sevelingen, ministerial dels comtes de Dillingen, que no és evidentment el Minnesänger sinó un descendent. S'han conservat catorze estrofes de la seva poesia. Per la seva estructura i estilística se situen en la primera fase del Minnesang, l'anomenada tradició del Danubi. Però ja hi introdueix el servei a la dama, més propi de l'amor cortès: és el primer que fa ús del terme dienst ("servei") en el context amorós.